# Guardia Piemontese
Guardia Piemontese is een gemeente in de Italiaanse provincie Cosenza (regio Calabrië) en telt 1558 inwoners (31-12-2004). De oppervlakte bedraagt 21,3 km², de bevolkingsdichtheid is 89 inwoners per km².
De volgende frazioni maken deel uit van de gemeente: Marina, Terme Luigiane.

## Demografie
Guardia Piemontese telt ongeveer 622 huishoudens. Het aantal inwoners daalde in de periode 1991-2001 met 6,4% volgens cijfers uit de tienjaarlijkse volkstellingen van ISTAT.
| Jaar | Inwoneraantal |
| ---- | ------------- |
| 1991 | 1630          |
| 2001 | 1525          |

## Geografie
De gemeente ligt op ongeveer 515 m boven zeeniveau.
Guardia Piemontese grenst aan de volgende gemeenten: Acquappesa, Cetraro, Fuscaldo, Mongrassano.